# Rongorongo

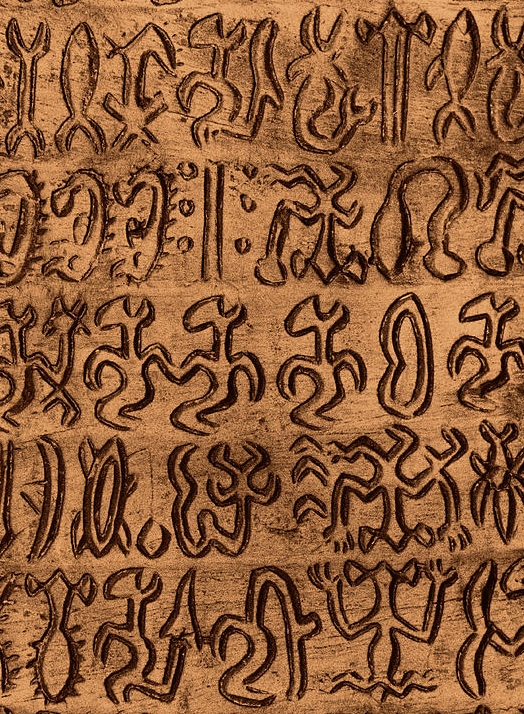
Rongorongo

Kohau rongorongo is de naam van de tabletten met het onontcijferde schrift van het Paaseiland. 
In het Polynesisch is kohau "stok" en rongorongo "zangers". Er bestaan nog 26 voorbeelden met het schrift, waarvan vijf valse. Volgens de inventaris bevatten de tabletten 14.021 tekens. Het syllabisch schrift, vooral bestaande uit afbeeldingen van mensen en dieren, telt 595 onderscheiden basistekens, waaronder echter veel allogrammen.
Bekend is de stok van Santiago. De tekst begint onderaan en loopt spiraalvormig naar boven. Er staan 2920 tekens op. Bekender zijn plankjes met het schrift erop. De tekens zijn aangebracht op de wijze waarop de boer zijn land met een os beploegt: van links naar rechts en dan terugkerend van rechts naar links, enz. Deze manier van schrijven heet boustrophedon-schrift. Eén exemplaar met rongorongo ging bij de brand van de Leuvense universiteit in 1914 verloren.
Het Rongorongo is het enige bekende Polynesische schrift. Het is niet bekend van rotsinscripties, maar alleen op houten planken overgeleverd. De ontstaansdatum is onduidelijk. Er is wel verondersteld dat het tot ontwikkeling is gekomen in de tijd tussen de eerste contacten met Spaanse kolonisten en het wegvoeren van het grootste deel van de bevolking door Zuid-Amerikaanse slavenhandelaren. De waarschijnlijkste bron voor de ontwikkeling van het rongorongo zou dan het Spaanse annexatieverdrag uit 1770 zijn.
De theorieën van de Noor Thor Heyerdahl, die veronderstelde dat de cultuur van Paaseiland verband hield met de precolumbiaanse culturen in Zuid-Amerika, zijn ook wel betrokken op dit schrift. Bewijzen zijn er echter nooit voor geleverd en de moderne wetenschap beschouwt een link tussen beide cultuurgebieden als onwaarschijnlijk.
Pogingen om van overlevenden nog informatie los te krijgen, leverden weinig bruikbaars op. Kennelijk bestaat de inhoud uit mythen en rituele gezangen. Omdat er vrij veel teksten bewaard zijn gebleven en de taal bekend is, lijkt een ontcijfering in theorie mogelijk. Verondersteld wordt echter dat de teksten niet zozeer bedoeld zijn om het Rapa Nui, de taal van de Paaseilanders, mee te schrijven, maar vooral diende als geheugensteun bij het reciteren van gebeden, en als versiering.